# Баракоа
Барако́а (ісп. Baracoa) — муніципалітет і місто на Кубі, провінція Гуантанамо. Розташоване на березі Атлантичного океану. Найстаріше місто і перша столиця країни (1511—1522). Засноване Дієго Веласкесом. Населення — 41 600 осіб (2004). Має аеропорт. Прізвисько — «Перше місто» (ісп. Ciudad Primada).

## Клімат
Місто знаходиться у зоні, котра характеризується кліматом тропічних саван. Найтепліший місяць — липень із середньою температурою 28.3 °C (83 °F). Найхолодніший місяць — лютий, із середньою температурою 24.4 °С (76 °F).
| Клімат Баракоа          | Клімат Баракоа | Клімат Баракоа | Клімат Баракоа | Клімат Баракоа | Клімат Баракоа | Клімат Баракоа | Клімат Баракоа | Клімат Баракоа | Клімат Баракоа | Клімат Баракоа | Клімат Баракоа | Клімат Баракоа | Клімат Баракоа |
| Показник                | Січ.           | Лют.           | Бер.           | Квіт.          | Трав.          | Черв.          | Лип.           | Серп.          | Вер.           | Жовт.          | Лист.          | Груд.          | Рік            |
| Абсолютний максимум, °C | 35             | 32             | 32             | 33             | 36             | 35             | 35             | 37             | 33             | 36             | 32             | 32             | 37             |
| Середній максимум, °C   | 26             | 26             | 26             | 27             | 27             | 29             | 29             | 30             | 30             | 29             | 27             | 26             | 28             |
| Середня температура, °C | 25             | 24             | 25             | 25             | 26             | 27             | 28             | 28             | 28             | 27             | 26             | 25             | 26             |
| Середній мінімум, °C    | 22             | 22             | 23             | 23             | 24             | 26             | 26             | 26             | 26             | 25             | 25             | 23             | 25             |
| Абсолютний мінімум, °C  | 15             | 12             | 15             | 17             | 20             | 22             | 22             | 22             | 21             | 18             | 15             | 14             | 12             |
| Днів з опадами          | 5              | 4              | 3              | 3              | 5              | 3              | 2              | 3              | 3              | 5              | 6              | 6              | 48             |
| Днів з дощем            | 5              | 4              | 3              | 3              | 5              | 3              | 2              | 3              | 3              | 5              | 6              | 6              | 48             |
| ----------------------- | -------------- | -------------- | -------------- | -------------- | -------------- | -------------- | -------------- | -------------- | -------------- | -------------- | -------------- | -------------- | -------------- |
| Джерело: Weatherbase    |                |                |                |                |                |                |                |                |                |                |                |                |                |

## Історія
Баракоа — найстаріше місто і перша столиця Куби. Її заснував 15 серпня 1511 року іспанський конкістадор і перший губернатор Куби Дієго Веласкес.
Вважається, що Христофор Колумб вперше висадився на береги Куби 27 жовтня 1492 року в районі сучасного Баракоа. На користь цієї історії свідчить дерев'яний хрест, що нині перебуває у міському соборі; вік хреста (кінець XV століття) було підтверджено експертизою.
1518 року Баракоа стала центром новоствореного Баракоаського єпископства Католицької церкви. До його юрисдикції входили Куба, Луїзіана і Флорида. 28 квітня 1522 року єпископську катедру перенесли до Сантьяго, заклавши нову Сантьяго-де-Кубинську діоцезію. Внаслідок цього Баракоаське єпископство припинило існування.

## Економіка
Основою промисловості є вирощування й переробка бананів, кокосів і какао. Баракоа є головним центром виробництва шоколаду на Кубі. Останнім часом активно розвивається туризм, чому сприяють розташовані неподалік національні парки, у тому числі Національний парк Алехандро-де-Умбольдт, внесений до списку Світової спадщини ЮНЕСКО.

## Релігія
- Центр Гуантанамо-Баракоаської діоцезії Католицької церкви.

## Уродженці
- Альянніс Ургельєс (* 1986) — кубинський футболіст.